# Sơn Tùng M-TP

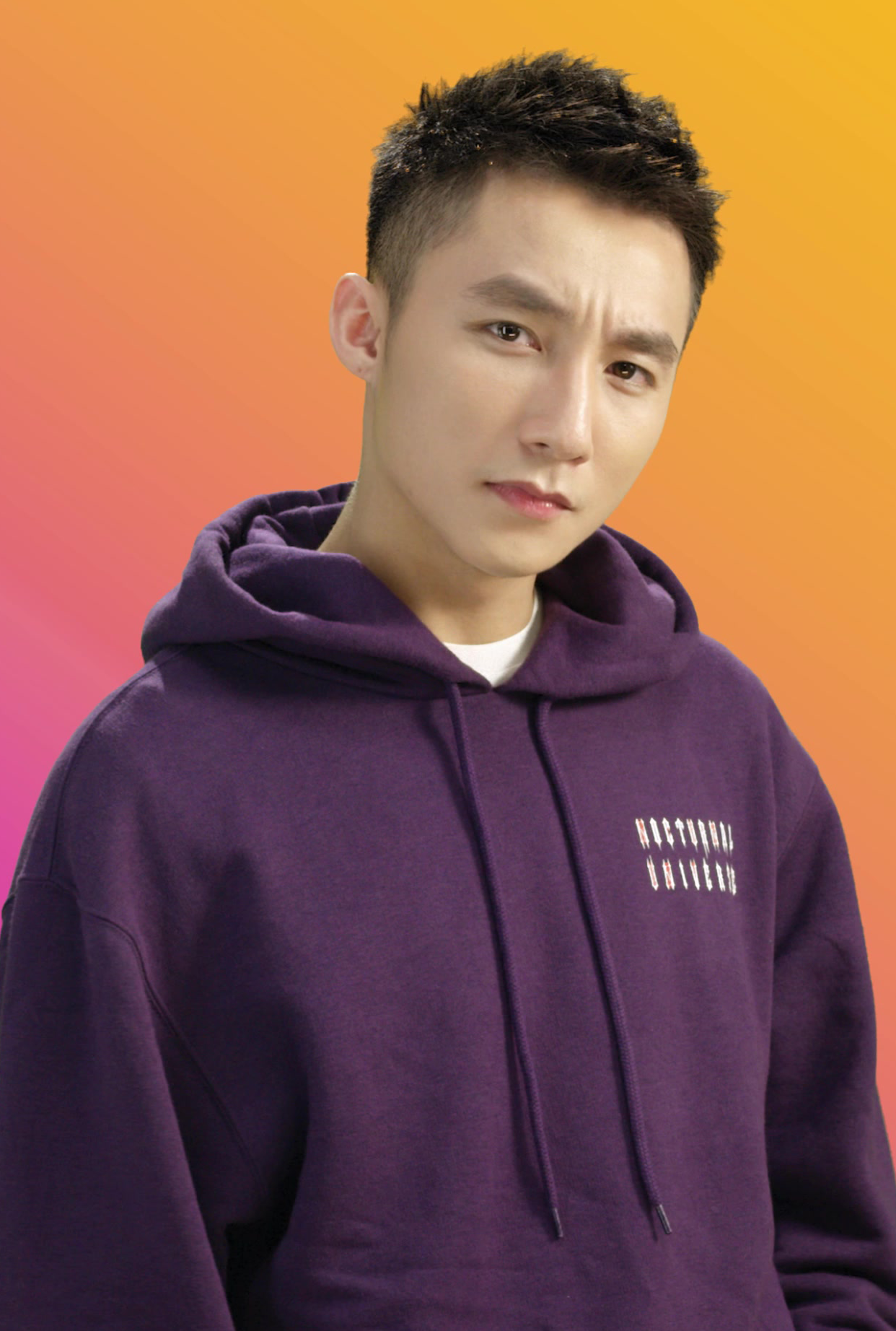
Sơn Tùng M-TP (2017)

Sơn Tùng M-TP ([s̪əːn˧ tuŋ˨˩ ɛm˧ te˧ pe˧]; * 5. Juli 1994 in Thái Bình, Provinz Thái Bình, als Nguyễn Thanh Tùng) ist ein vietnamesischer Popsänger, Songwriter und Schauspieler.
Tùng begann seine solistische Musikkarriere 2012 und wurde in Vietnam schnell populär. Die Single Em của ngày hôm qua verhalf ihm 2013 zum Durchbruch, war aber auch der Anfang einer Reihe von Plagiatsvorwürfen gegen den Sänger. Trotz der Kontroversen gelangen ihm große musikalische Erfolge in seiner Heimat. Neben seiner Musik veröffentlichte er auch eine Autobiografie (2017) und spielte die Hauptrolle im Film Dandelion (2014). Tùng gewann eine Reihe von Musik- und Filmpreisen und Medien gaben ihm den Beinamen „Prince of V-Pop“.

## Karriere

### Anfänge
Nguyễn Thanh Tùng wurde 1994 in Thái Bình als Sohn einer ehemaligen Tänzerin und eines Fahrers geboren. Tùng beschrieb seine Kindheit als friedlich. Er hat einen jüngeren Bruder (* 2000). Tùngs Interesse für Gesang wurde schon in sehr jungen Jahren deutlich. Im Alter von acht Jahren begann er, Keyboard zu lernen. Seine Eltern spielen ebenfalls Instrumente. Trotzdem unterstützten seine Eltern ihn nicht dabei, eine Musikkarriere zu beginnen; sein Vater wollte, dass er ein Wirtschaftsstudium beginnt. Während seiner Schulzeit trat Tùng in verschiedenen Musikshows und -wettbewerben auf.
Mit einigen Mitschülern gründete Tùng 2009 die Over Band und begann, selbstgeschriebene Lieder auf der Musikwebsite LadyKillah hochzuladen. Dort wurde er vom Rapper Hoàng Kê entdeckt, der ihn 2010 in die Hip-Hop-Gruppe Young Pilots aufnahm. Die Young Pilots wurden in Thái Bình und online schnell populär. Tùng verwendete seitdem den Künstlernamen M-TP, ein Akronym für „music“ (Musik), „tài năng“ (Talent) und „phong cách“ (Stil). Ursprünglich hatte ihm diesen Namen Mr. J, ein weiterer Ladykillah-Künstler, gegeben.
Das Lied Cơn mưa ngang qua schrieb Tùng ursprünglich für Over Band und Young Pilots, nahm es dann aber solistisch auf. Nach seiner Veröffentlichung auf der Website Zing MP3 im August 2011 entwickelte sich das Lied zu einem unerwarteten Erfolg. Zwei neue Versionen des Liedes erschienen im Februar 2012. In der Fernseh-Musiksendung Favorite Song wurde Cơn mưa ngang qua im Oktober 2012 zum Lied des Monats gekürt, außerdem erhielt es einen Zing Music Award als R&B-Song des Jahres. 2012 begann Tùng auch ein Studium am Musikkonservatorium Ho-Chi-Minh-Stadt, das er allerdings im Juni 2014 wieder abbrach, um sich besser auf seine Karriere konzentrieren zu können. Im Juli 2012 durchlief er die Castings für die vierte Staffel der Show Vietnam Idol, schied allerdings bereits in der ersten Runde aus. Im November jenes Jahres unterschrieb er einen Plattenvertrag bei Văn Production und erweiterte seinen Künstlernamen zu Sơn Tùng M-TP.

### Durchbruch und Plagiatsvorwürfe
Zwischen August und Dezember 2013 veröffentlichte Tùng drei Singles: Nắng ấm xa dần, Đừng về trễ und Em của ngày hôm qua. Letztere verhalf dem Sänger endgültig zum Mainstream-Durchbruch und wurde von Favorite Song im Februar 2014 erneut zum Lied des Monats ausgerufen. Gleichzeitig wurden allerdings Stimmen immer lauter, die Tùng vorwarfen, Em của ngày hôm qua, Cơn mưa ngang qua und weitere Lieder seien Plagiate. Schon 2012 hatte der Sänger derartige Vorwürfe bestritten. 2014 gab er zu, bestehende Instrumentaltracks aus dem Internet als Inspirationsquellen zu verwenden, ohne dabei jedoch Melodien zu übernehmen. Im Juni 2014 beschlossen die Produzenten von Favorite Song, Tùngs Lieder nicht mehr für die Sendung zuzulassen; daraufhin strich man auch bei den Green Wave Awards das Lied Em của ngày hôm qua aus der Nominiertenliste.
Noch vor diesen Kontroversen hatte Tùng das Lied Gió cuốn em đi für Quốc Thiên geschrieben. Außerdem beteiligte er sich im Mai 2014 am Charitysong Sống như những đóa hoa und unterzog sich einer Operation wegen eines Tumors in seinem Bein. Im Juni wurde bekannt, dass der Sänger die Hauptrolle im Film Dandelion (Chàng trai năm ấy) übernehmen sollte, ein Biopic über den Sänger Wanbi Tuấn Anh. Quang Huy, der Gründer der Plattenfirma WePro Entertainment, führte Regie. Für den Soundtrack steuerte Tùng die erfolgreichen Singles Chắc ai đó sẽ về und Không phải dạng vừa đâu bei.
Chắc ai đó sẽ về wurde aufgrund von Ähnlichkeiten mit Jung Yong-hwas Lied Because I Miss You kritisiert, wobei Jungs Plattenfirma FNC Entertainment allerdings keine Urheberrechtsverletzung feststellen konnte. Trotzdem führte die Kontroverse zu einem temporären Veröffentlichungsverbot von Lied und Film, bis das Lied überarbeitet wurde. Dandelion erschien schließlich am 31. Dezember 2014. Kritik gab es auch für das Musikvideo zu Không phải dạng vừa đâu, in dem Doppelgänger der Musiker Phó Đức Phương und Dương Khắc Linh auftraten, die zuvor Tùng wegen der Plagiatsvorwürfe scharf kritisiert hatten. WePro verteidigte das Video, das musikalische Generationenkonflikte aufzeigen sollte.

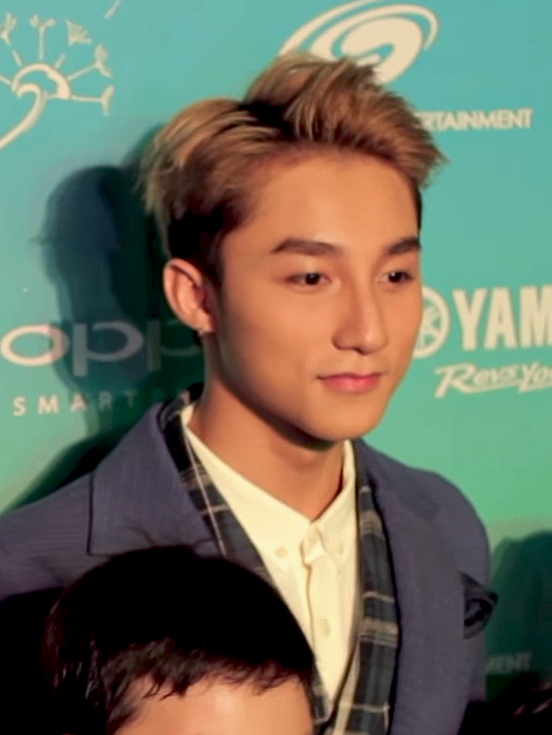
Tùng bei der Premiere von Dandelion (2014)

Dandelion spielte 60 Mrd. Đồng ein und wurde einer der erfolgreichsten vietnamesischen Filme aller Zeiten. Tùng wurde für seine Rolle mit dem Filmpreis Golden Kite Prize als bester Newcomer ausgezeichnet und Chắc ai đó sẽ về erhielt einen WeChoice Award für das Lied des Jahres. Im November 2014 warf Văn Production dem Sänger Vertragsverletzungen vor und setzte das Vertragsverhältnis für sechs Monate aus. Tùng kündigte den Vertrag daraufhin und warf der Plattenfirma Ausbeutung vor, was 2015 zu einem Gerichtsverfahren wegen Vertragsbruch und übler Nachrede führte. Tùng unterschrieb noch während laufendem Verfahren einen neuen Vertrag bei WePro Entertainment.

### Fernsehauftritte und weitere Veröffentlichungen
Im Januar 2015 nahm Tùng zusammen mit dem DJ Trang Moon und dem Produzenten SlimV an der Fernsehshow The Remix teil. Dabei konkurrierten verschiedene Teams darum, während der Sendung die besten Remixe zu präsentieren. Tùngs Auftritte erhielten ein großes Medienecho, er verließ die Sendung jedoch nach nur sechs Episoden aus gesundheitlichen Gründen. Zwei Lieder, die er in der Sendung vorgestellt hatte, Thái Bình mồ hôi rơi und Khuôn mặt đáng thương, erschienen im Anschluss als Singles.
Im Juni 2015 nahm Tùng das Lied Tiến lên Việt Nam ơi! für das vietnamesische Team bei den Südostasienspielen 2015 auf. Bis zum Ende des Jahres erschienen drei weitere Singles, Ấn nút nhớ… Thả giấc mơ (Teil einer Werbekampagne für die Waschmittelmarke Omo), Âm thầm bên em und Buông đôi tay nhau ra. Die Veröffentlichungen konnten nicht ganz an den großen Erfolg der Vorgänger anschließen, Âm thầm bên em wurde jedoch mit einem Green Wave Award als Single des Jahres ausgezeichnet.
Tùngs erstes großes Solokonzert in Ho-Chi-Minh-Stadt im Juli 2015, M-TP & Friends, war in zwei Wochen ausverkauft. Das Konzert wurde von weiteren Castmitgliedern aus Dandelion eröffnet, darunter Hari Won und Phạm Quỳnh Anh. Bei den MTV Europe Music Awards 2015 wurde Tùng als Best Southeast Asian Act ausgezeichnet und war als Best Asian Act nominiert. Im Dezember 2015 startete der Sänger seine Tournee M-TP Ambition – Chuyến bay đầu tiên, mit Auftritten in Ho-Chi-Minh-Stadt und Hanoi. Die Tournee war jedoch ein Misserfolg, Tùng selbst beschrieb sie später als einen der unvergesslichen Misserfolge seines Lebens. Die Ticketverkäufe blieben weit hinter den Erwartungen zurück und Kritiker bemängelten die inhaltliche Leere der Auftritte. Während der Tournee stellte der Sänger zwei neue Singles vor, Remember Me und Như ngày hôm qua. Mitschnitte der Konzerte wurden im November 2016 auf YouTube veröffentlicht.
Im Januar 2016 kehrte Tùng als Gastjuror für eine Episode der zweiten Staffel zu The Remix zurück und steuerte zu einer Werbekampagne von Oppo Electronics das Lied Một năm mới bình an bei. Bei den 11. Dedication Music Awards im April wurde Tùng als Sänger des Jahres ausgezeichnet; dabei gewann er gegen Trần Thu Hà, Tùng Dương und Hồng Nhung und war der bis dahin jüngste Preisträger. Außerdem sicherte er sich den Preis als bester männlicher Künstler bei den Zing Music Awards. Mit der Veröffentlichung der Single Chúng ta không thuộc về nhau im August des Jahres lebten die Plagiatsvorwürfe um Tùng wieder auf: Das Lied wurde scharf wegen seiner Ähnlichkeit mit Charlie Puths We Don’t Talk Anymore und BTS’ Fire kritisiert. Kritik kam unter anderem von den Musikern Tùng Dương und Vũ Cát Tường. Stand Ende 2016 war Chúng ta không thuộc về nhau der meistgesuchte Liedtitel auf Google in Vietnam, das Musikvideo eines der YouTube-Videos mit den meisten Dislikes des Jahres, aber auch Preisträger für das populärste Video in Vietnam bei den WebTVAsia Awards.
Seit der missglückten M-TP-Ambition-Tournee gab es vermehrt künstlerische Differenzen zwischen Tùng und WePro Entertainment, weshalb das Vertragsverhältnis Ende 2016 gelöst wurde. Daraufhin gründete der Sänger sein eigenes Label M-TP Entertainment und veröffentlichte Anfang 2017 drei weitere Singles: Lạc trôi, Nơi này có anh und Bình yên những phút giây. Für Aufsehen sorgte das Musikvideo zu Lạc trôi, in dem Tùng mit asiatischen Stereotypen wie goldenen Thronen und Drachenstatuen spielte. Zusammen mit Nơi này có anh zählt es zu den asiatischen Musikvideos, die am schnellsten über 100 Millionen Aufrufe auf YouTube erreichten; beide Lieder waren auch große Streaming-Erfolge in Vietnam. Bei den Green Wave Awards und den WeChoice Awards wurde Lạc trôi als Single des Jahres bzw. beliebtestes Musikvideo ausgezeichnet.

### Karriere seit 2017

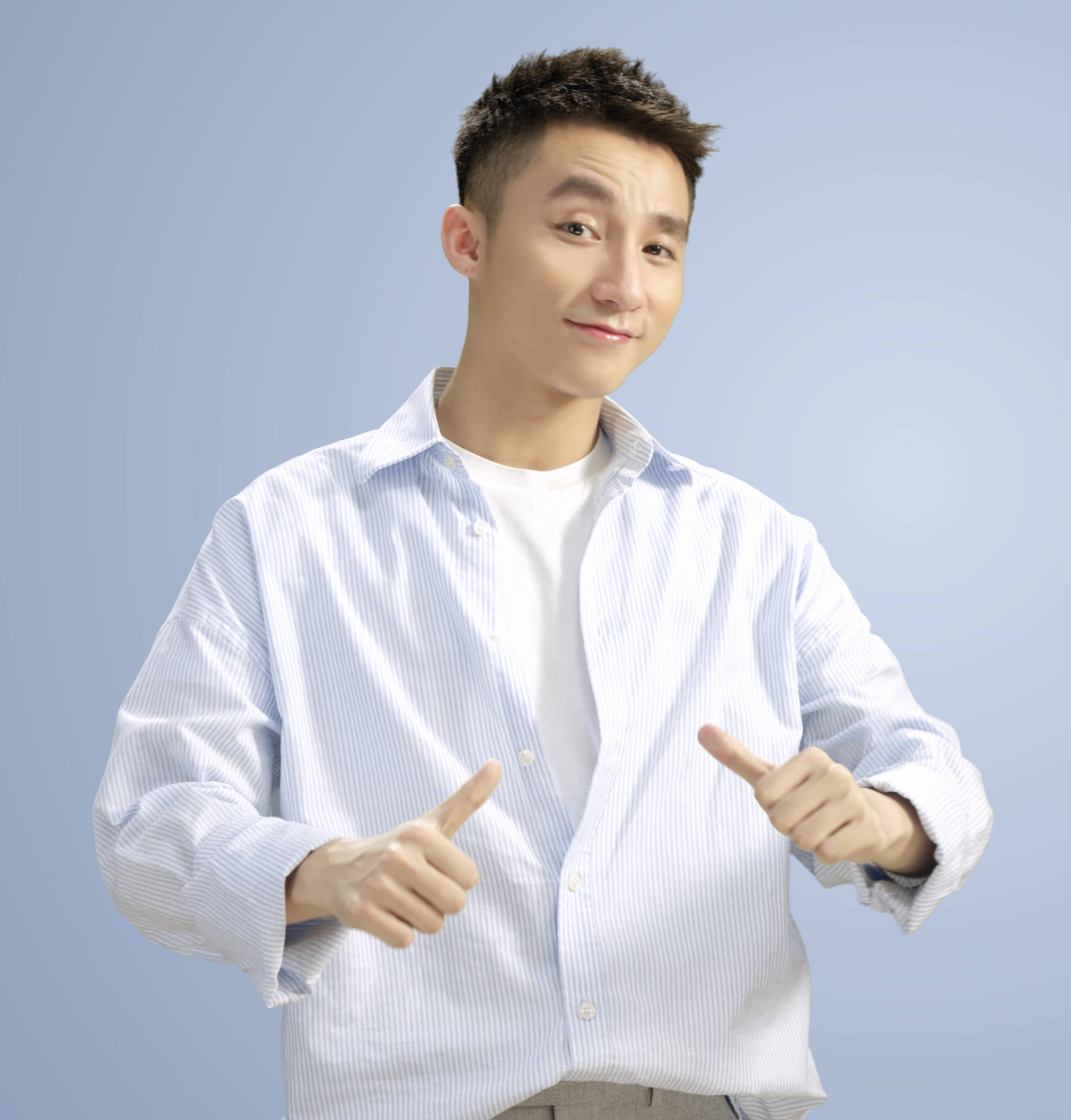
Tùng als Werbeträger für Viettel im Oktober 2017

Am 1. April 2017 erschien Tùngs erstes Album, die Kompilation m-tp M-TP, womit er sein fünfjähriges Karriere-Jubiläum feierte. Das Album enthielt die meisten seiner bis dahin erschienenen Singles und einige Remixe. Es wurde auch physisch als USB-Stick veröffentlicht, wovon bei Autogrammstunden etwa 1.000 Stück verkauft werden konnten. Der SlimV-Remix von Remember Me erschien im Anschluss auch als Single. Im Juni 2017 trat Tùng medienwirksam beim Viral Fest Asia in Bangkok auf und gab danach ein weiteres M-TP-&-Friends-Konzert in Hanoi. Daneben übernahm er eine Rolle im Kurzfilm Âm bản (gesponsert von Oppo) und beteiligte sich an der Single Gia đình tôi chọn, die zum 15-jährigen Jubiläum von WePro veröffentlicht wurde.
Am 30. September 2017 legte der Sänger seine Autobiografie Chạm tới giấc mơ vor. Darin beschreibt er seine Anfänge und seine Karriere, unter Aussparung der meisten Kontroversen. Allein in den ersten zwei Tagen nach Veröffentlichung verkaufte sich das Buch über 10.000-mal. Tùng wurde außerdem mit einem Mnet Asian Music Award als vietnamesischer Breakthrough Artist, einem Keeng Young Award als beliebtester männlicher Künstler, einem V Live Award als bester V Star und einem WeChoice Award als Breakout Artist ausgezeichnet.
Im Mai 2018 meldete Tùng sich mit der Single Run Now zurück, in deren Musikvideo die thailändische Schauspielerin Davika Hoorne zu sehen war. Bei seiner Veröffentlichung brach das Musikvideo den bisherigen Rekord für die meisten Aufrufe eines asiatischen Videos auf YouTube innerhalb eines Tages. Gleichzeitig unterschrieb er einen Vertrag mit der südkoreanischen Firma Bingo Music als Vertriebspartner. Später erschien noch ein Remix von Run Now (produziert von Onionn); außerdem trat der Sänger im Kurzfilm Chuyến đi của thanh xuân von Nguyễn Quang Dũng in Erscheinung.
Im Juli 2019 erschien die Single Hãy Trao Cho Anh (Give It to Me) mit Beteiligung des amerikanischen Rappers Snoop Dogg. Das zugehörige Musikvideo, in dem Madison Beer einen Gastauftritt hat, brach erneut Rekorde auf YouTube. Aus der anschließenden Sky-Tournee ging 2020 ein dokumentarischer Musikfilm hervor, Sky Tour: The Movie, der in Vietnam ein großer Kinoerfolg wurde. Der Film erschien später auch auf Netflix. Außerdem kündigte Tùng für 2020 seine neue EP Chúng ta an. Im Dezember 2020 erschien die Single Chúng ta của hiện tại, deren zugehöriges Video 2021 bei den WeChoice Awards als Musikvideo des Jahres ausgezeichnet wurde.

## Stil
In seiner Autobiografie erinnert sich Tùng daran, von seinen Großeltern oft Quan-họ-Gesänge gehört zu haben; der charakteristische Gesangsstil habe seinen Gesang beeinflusst, wie überhaupt vietnamesische Volksmusik seine Musik inspiriert habe. Später hörte er Musik von Quang Vinh, Chris Brown, Rihanna und Justin Bieber. Weitere Einflüsse für Tùng waren die unabhängige vietnamesische Hip-Hop-Szene sowie K-Pop, namentlich Big Bang, Super Junior und TVXQ. Nach dem Tod des Komponisten An Thuyên 2015, nannte Tùng ihn als eines seiner größten Vorbilder und erinnerte daran, dass An ihn im Jahr zuvor während der Kontroverse um Chắc ai đó sẽ về verteidigt habe.
Tùngs früheste Veröffentlichungen sind geprägt von Pop, R&B und Hip-Hop. Später entwickelte er seinen Stil mehr in Richtung EDM, so lässt sich etwa Chúng ta không thuộc về nhau (2016) Tropical House zuordnen. Teilweise greift er auf traditionelle vietnamesische Instrumente zurück, besonders auffällig ist dabei Lạc trôi (2017), in dem Future-Bass auf Đàn tranh und Sáo (eine traditionelle Flöte) trifft. Tùng gab 2014 an, dass seine romantisch angehauchten Liedtexte hauptsächlich von K-Drama und seinem Oberschulschwarm inspiriert seien. Da es in vielen seiner frühen Texte um Regen (mưa) ging, wurde er von Teilen der Presse als „Regenprinz“ bezeichnet. In den Liedern Không phải dạng vừa đâu und Remember Me (2015) reagierte Tùng auf die Kontroversen rund um seine Musik und Karriere. Darin setzt er eine eigenwillige Form des Raps ein, die im Lauf der Jahre sehr gemischt aufgenommen wurde.
Tùng spielt Keyboard und Klavier.

## Öffentliche Wahrnehmung

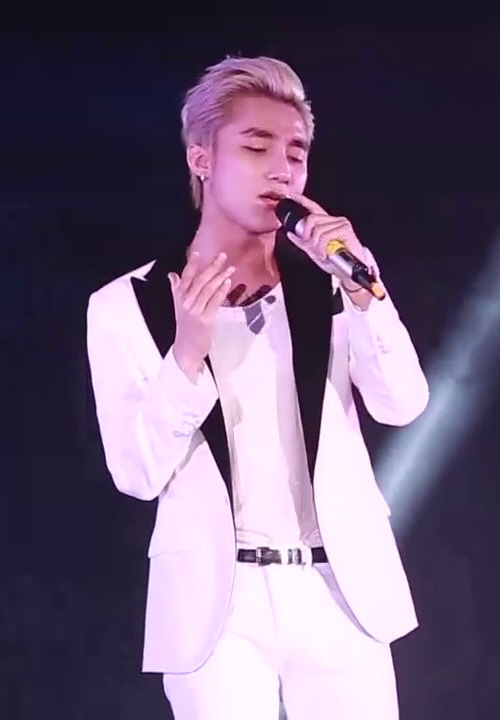
Tùng bei einem Auftritt 2016

Tùng ist einer der erfolgreichsten vietnamesischen Musiker und gilt als „Prince of V-Pop“ (Prinz/Fürst der vietnamesischen Popmusik). Forbes Vietnam und Thể thao & Văn hóa nannten ihn ein „Phänomen“ des vietnamesischen Pop. Laut Thể thao & Văn hóa sei Tùngs Erfolg in der Fertigkeit begründet, geschickt Originalität mit Mainstream-K-Pop zu vermischen. Seine öffentliche Wahrnehmung war jedoch vor allem in den frühen Jahren kontrovers. Aufgrund der frühen, nur teilweise entkräfteten Plagiatsvorwürfe, wurde seine Musik regelmäßig mit westlichem Pop verglichen. Zwar begegnet man ihm seit den Erfolgen von Lạc trôi und Nơi này có anh mit größerer Offenheit, doch Zweifel an seiner Kreativität sind noch immer vorhanden.
2015 wurde Tùng bei den WeChoice Awards zu einem von fünf Inspiration Ambassadors ernannt. Außerdem erreichte er bei den WeChoice Awards zweimal die Top 10 der einflussreichsten Vietnamesen (2014 und 2017) und einmal die Top fünf der einflussreichsten Künstler (2015). Im Mai 2016 erwähnte US-Präsident Barack Obama Tùng in einer Rede über die Bedeutung sozialer Medien für junge Vietnamesen bei einem Treffen mit Vertretern der Young Southeast Asian Leaders Initiative in Ho-Chi-Minh-Stadt. 2018 erreichte der Sänger die 30-Under-30-Liste von Forbes Vietnam. Mehrfach erreichte er auch die Top fünf der beliebtesten Sänger bei den Green Wave Awards.
Tùng gilt als Mode-Ikone, wobei sein Stil häufig mit G-Dragon und anderen Big-Bang-Mitgliedern verglichen wurde. 2017 erhielt er vom Modemagazin Elle Vietnam eine Auszeichnung als Most Stylish Male Singer. Tùngs große Fanbasis ist unter der Bezeichnung Sky bekannt. Der Sänger war und ist Werbeträger für verschiedene Marken, darunter Oppo, Yamaha und Jollibee. Oppo lancierte 2017 eine eigene Smartphone-Edition, die Sơn Tùng M-TP Limited Edition F3. Durch Produktplatzierung von Schuhen der Marke Biti’s Hunter im Musikvideo zu Lạc trôi stiegen die Verkäufe des Produkts laut Hersteller um 300 %.
Im September 2016 sorgte Tùngs Interview auf dem roten Teppich beim Finale von The Face Vietnam für Aufsehen, bei dem er eine temporäre Gesichtstätowierung trug und „Tattoo“ falsch als „tha thu“ schrieb. Das Tattoo und Tùngs Erklärung „Mình thích thì mình vẽ lên thôi“ („Wenn es mir gefällt, dann male ich es eben“) gingen viral und bildeten die Grundlage für unzählige Memes und sogar Lieder von Hồ Ngọc Hà, Noo Phước Thịnh und Only C. Der Spruch wurde bei den WeChoice Awards schließlich als Slogan des Jahres ausgezeichnet. Das Lied von Only C, Yêu là “tha thu”, fand Eingang in den Soundtrack des Films Em chưa 18 (2017) und wurde ein Hit.

## Diskografie

### Alben
- m-tp M-TP (2017; Kompilation, M-TP Entertainment)
- Sky Tour (Original Motion Picture Soundtrack) (2020; M-TP Entertainment)

### Lieder
- Cơn mưa ngang qua (2012)
- Nắng ấm xa dần (2013)
- Đừng về trễ (2013)
- Em của ngày hôm qua (2013)
- Chắc ai đó sẽ về (2014)
- Sống như những đóa hoa (verschiedene Interpreten; 2014)
- Không phải dạng vừa đâu (2015)
- Thái Bình mồ hôi rơi (2015)
- Khuôn mặt đáng thương (2015)
- Tiến lên Việt Nam ơi (2015)
- Âm thầm bên em (2015)
- Buông đôi tay nhau ra (2015)
- Remember Me (2015)
- Như ngày hôm qua (2015)
- Ấn nút nhớ… Thả giấc mơ (2015)
- Chúng ta không thuộc về nhau (2016)
- Lạc trôi (2016)
- Một năm mới bình an (2016)
- Nơi này có anh (2017)
- Bình yên những phút giây (2017)
- Gia đình tôi chọn (verschiedene Interpreten; 2017)
- Run Now (2018)
- Hãy Trao Cho Anh (feat. Snoop Dogg; 2019)
- Có chắc yêu là đây (2020)
- Chúng ta của hiện tại (2020)
- Muộn rồi mà sao còn (2021)
- There’s No One at All (2022)
- Making My Way (2023)
- Chúng ta của tương lai (2024)

## Filmografie
- 2014: Dandelion (Chang Trai Nam Ay)
- 2015–2016: The Remix (Fernsehshow; 6 Episoden)
- 2017: Âm bản (Kurzfilm)
- 2018: Chuyến đi của thanh xuân (Kurzfilm)
- 2020: Sky Tour: The Movie (Konzertfilm)

## Belege
1. 1 2 3 4  Chi Chi: Ở tuổi 23, Sơn Tùng M-TP sẽ viết những gì trong cuốn tự truyện đầu tiên? In: iOne. VnExpress, abgerufen am 8. November 2020 (vietnamesisch).
2. 1 2 3 4  Thanh Huyền, Như Hà: Tự truyện của nghệ sĩ Việt (Kỳ 3): Sơn Tùng M-TP 'vừa lập nghiệp vừa lập ngôn'. In: Thể thao & Văn hóa. 18. Oktober 2017, abgerufen am 8. November 2020 (vietnamesisch).
3. 1 2 3  Nguyễn Thanh Tùng: Chạm tới giấc mơ. Hanoi Publishing House, 2017, ISBN 978-6-04552392-6.
4. ↑  Mai Bích Châm: Em trai Sơn Tùng M-TP sớm lộ tài năng hát và sáng tác nhạc. In: Dân Trí. 30. September 2015, abgerufen am 8. November 2020 (vietnamesisch).
5. 1 2  Thúy Hằng: Những sự thật chưa từng tiết lộ về Sơn Tùng M-TP. In: Thanh Niên. 1. Dezember 2015, abgerufen am 8. November 2020 (vietnamesisch).
6. 1 2  Tập 2: Từ một bài hit gây bão. In: YouTube. HTV2, 6. Dezember 2015, abgerufen am 8. November 2020 (vietnamesisch).
7. ↑  Tuấn Phong: Bài văn 9 điểm và danh hiệu thủ khoa của Sơn Tùng M-TP. In: Zingnews. 11. September 2015, abgerufen am 8. November 2020 (vietnamesisch).
8. 1 2 3  Tập 1: Giấc mơ Underground. In: YouTube. HTV2, 29. November 2015, abgerufen am 8. November 2020 (vietnamesisch).
9. ↑  L.H.: Bức tâm thư của 'người thầy đầu tiên' gửi Sơn Tùng M-TP. In: Zingnews. 13. November 2014, abgerufen am 8. November 2020 (vietnamesisch).
10. ↑  Quỳnh Anh: Chàng ca sĩ tay ngang 'bỗng dưng' nổi tiếng. In: Zingnews. 20. Oktober 2011, abgerufen am 8. November 2020 (vietnamesisch).
11. 1 2 3  Binh Minh: When is copycat phenomenon in Vietnamese music going to end? In: Tuổi Trẻ News. 12. November 2014, abgerufen am 8. November 2020 (englisch).
12. ↑  Phạm Thị Phương Thanh: Zing Music Awards 2012: Hồ Ngọc Hà nhận giải nghệ sĩ của năm. In: Thanh Niên. 21. Januar 2013, abgerufen am 8. November 2020 (vietnamesisch).
13. ↑  Cường Ngô: Ca sĩ Việt tạm gác nghiệp bút nghiên để tập trung ca hát. In: Zingnews. 6. August 2015, abgerufen am 8. November 2020 (vietnamesisch).
14. 1 2 3  Vân An: Sơn Tùng 'phản pháo' trước lệnh cấm diễn của công ty quản lý. In: VnExpress. 8. November 2014, abgerufen am 8. November 2020 (vietnamesisch).
15. ↑  Yến Anh: Sơn Tùng kể chuyện bị loại khỏi Vietnam Idol từ vòng gửi xe. In: Zingnews. 10. Dezember 2015, abgerufen am 8. November 2020 (vietnamesisch).
16. ↑  Thanh Ngọc: Sơn Tùng M-TP bị cấm diễn show truyền hình trực tiếp. In: Zingnews. 7. Dezember 2014, abgerufen am 8. November 2020 (vietnamesisch).
17. ↑  9h sáng 31/7, Sơn Tùng M-TP giao lưu với độc giả Báo điện tử Tổ Quốc. In: VTC News. 31. Juli 2016, abgerufen am 8. November 2020 (vietnamesisch).
18. ↑  Hà: Sơn Tùng M-TP gây bão với MV mới. In: Zingnews. 24. August 2013, abgerufen am 8. November 2020 (vietnamesisch).
19. ↑  Tạ Ban: Những 'hit-maker' đình đám nhất làng nhạc Việt. In: Thanh Niên. 23. Januar 2015, abgerufen am 8. November 2020 (vietnamesisch).
20. 1 2  Nam Giang: 'Em của ngày hôm qua' xác lập kỷ lục 150 triệu lượt nghe. In: Zingnews. 30. Mai 2014, abgerufen am 8. November 2020 (vietnamesisch).
21. 1 2 3 4  Phan T. Trang: Sáng tạo trong kỉ nguyên số. In: Forbes Vietnam. 4. Februar 2018, abgerufen am 8. November 2020 (vietnamesisch).
22. 1 2 3  Cung Tuy: Vì sao Sơn Tùng M-TP? In: Thể thao & Văn hóa. 2. Januar 2015, abgerufen am 8. November 2020 (vietnamesisch).
23. ↑  Thiên Hương: Sơn Tùng M-TP và những nghi án 'đạo ý tưởng, mượn nhạc' gây xôn xao. In: Thanh Niên. 26. August 2015, abgerufen am 8. November 2020 (vietnamesisch).
24. ↑  Ca sỹ M-TP: "Sáng tác để thỏa mãn tâm hồn". In: VTV News. 8. November 2012, abgerufen am 8. November 2020 (vietnamesisch).
25. ↑  Sơn Tùng M-TP: Tôi chưa thấy mình cần phải "mọc sừng". In: Vietnamnet. 5. Juni 2014, abgerufen am 8. November 2020 (vietnamesisch).
26. ↑  Thiếu Anh: Sơn Tùng bị phạt gỡ 3 ca khúc khỏi "Bài hát yêu thích". In: VOV. 13. Juni 2014, abgerufen am 8. November 2020 (vietnamesisch).
27. ↑  Phương Giang: Sơn Tùng M-TP bị loại khỏi Làn Sóng Xanh vì đạo nhạc. In: Zingnews. 5. November 2014, abgerufen am 8. November 2020 (vietnamesisch).
28. ↑  Sơn Tùng M-TP viết ca khúc tặng Quốc Thiên. In: VTC News. 8. März 2014, abgerufen am 8. November 2020 (vietnamesisch).
29. ↑  Tâm Giao: 10 nghệ sĩ Việt mặc áo trắng, cầm hoa sen quay MV. In: VnExpress. 14. Mai 2014, abgerufen am 8. November 2020 (vietnamesisch).
30. ↑  Sơn Tùng MTP lên tiếng về việc hủy show hàng loạt. In: Đời sống & Pháp luật. 21. Mai 2014, abgerufen am 8. November 2020 (vietnamesisch).
31. 1 2  Hàn Quốc Việt: Sơn Tùng M-TP đóng Wanbi Tuấn Anh trong phim đầu tay. In: Ngôi Sao. 12. Juni 2014, abgerufen am 8. November 2020 (vietnamesisch).
32. 1 2  Thiên Hương: Sơn Tùng M-TP xác nhận chia tay ông bầu Quang Huy. In: Thanh Niên. 12. Dezember 2016, abgerufen am 8. November 2020 (vietnamesisch).
33. 1 2  Hậu Chàng trai năm ấy: Những ca khúc trong phim trở thành hit. In: Đời sống & Pháp luật. 25. Januar 2015, abgerufen am 8. November 2020 (vietnamesisch).
34. ↑  Đức Trí: Ca khúc của Sơn Tùng bị kết luận 'ảnh hưởng nhạc Hàn về hòa âm'. In: VnExpress. 5. Dezember 2014, abgerufen am 8. November 2020 (vietnamesisch).
35. ↑  Kim Minh: "Chàng trai năm ấy" sẽ ra rạp từ ngày 31/12/2014. In: VTV News. 8. Dezember 2014, abgerufen am 8. November 2020 (vietnamesisch).
36. ↑  Thuỳ Trang: Sơn Tùng M-TP xin lỗi và thu hồi MV "Không phải dạng vừa đâu". In: Người Lao Động. 7. April 2015, abgerufen am 8. November 2020 (vietnamesisch).
37. ↑  Nguyên Minh, Thoại Hà: 'Chàng trai năm ấy' thu hơn 30 tỷ đồng sau 5 ngày ra rạp. In: VnExpress. 5. Januar 2015, abgerufen am 8. November 2020 (vietnamesisch).
38. ↑  'Vietnamese Oscar' film winners announced. In: Vietnamnet. 21. April 2016, archiviert vom Original (nicht mehr online verfügbar) am 10. November 2021; abgerufen am 8. November 2020 (englisch).  Info: Der Archivlink wurde automatisch eingesetzt und noch nicht geprüft. Bitte prüfe Original- und Archivlink gemäß Anleitung und entferne dann diesen Hinweis.
39. ↑  Cát Khuê: Giải Cánh Diều 2014: Thế là cả làng đều vui. In: Tuổi Trẻ Online. 13. März 2015, abgerufen am 8. November 2020 (vietnamesisch).
40. 1 2  WeChoice Awards 2014. 2014 We Choice Awards, archiviert vom Original (nicht mehr online verfügbar) am 17. Juli 2015; abgerufen am 8. November 2020 (vietnamesisch).
41. ↑  Việt Nguyễn: Sơn Tùng M-TP bị công ty quản lý cấm diễn 6 tháng. In: Zingnews. 8. November 2014, abgerufen am 8. November 2020 (vietnamesisch).
42. 1 2  Thanh Ngọc: Công ty cũ chính thức kiện Sơn Tùng M-TP ra tòa. In: Zingnews. 20. Januar 2015, abgerufen am 8. November 2020 (vietnamesisch).
43. ↑  T.H: DJ SlimV: "Làm việc với Sơn Tùng M-TP không khó khăn". In: VTV News. 26. Februar 2015, abgerufen am 8. November 2020 (vietnamesisch).
44. ↑  Q.N.: Sơn Tùng M-TP nhập cuộc, Hoàng Thùy Linh rời The Remix. In: Tuổi Trẻ Online. 25. Dezember 2014, abgerufen am 8. November 2020 (vietnamesisch).
45. ↑  Hân Quy: 'Sơn Tùng M-TP là của hiếm của âm nhạc Việt Nam'. In: Ngôi Sao. 8. Februar 2015, abgerufen am 8. November 2020 (vietnamesisch).
46. ↑  Kim Chi, Quý Sáng: Sơn Tùng M-TP, Isaac tiếp tục cạnh tranh gay gắt ở The Remix. In: Zingnews. 2. Februar 2015, abgerufen am 8. November 2020 (vietnamesisch).
47. ↑  Thất Sơn: Sơn Tùng xin rời cuộc thi 'The Remix'. In: VnExpress. 29. März 2015, abgerufen am 8. November 2020 (vietnamesisch).
48. ↑  Phong Vũ: Sơn Tùng MTP tung bản "Thái Bình, mồ hôi rơi" hoàn chỉnh. In: Vietnamnet. 3. Februar 2015, abgerufen am 8. November 2020 (vietnamesisch).
49. ↑  Hải Khôi: "Khuôn mặt đáng thương" của Sơn Tùng tạo hit. In: Đẹp. 18. März 2015, abgerufen am 8. November 2020 (vietnamesisch).
50. 1 2  Hoàng Ca: Sơn Tùng M-TP viết ca khúc cổ vũ tuyển Việt Nam. In: Zingnews. 13. Juni 2015, abgerufen am 8. November 2020 (vietnamesisch).
51. 1 2  Sơn Tùng M-TP's biography. WePro Entertainment, archiviert vom Original (nicht mehr online verfügbar) am 5. August 2017; abgerufen am 8. November 2020 (englisch).
52. ↑  Q.N.: Sơn Tùng tung ca khúc mới toanh "Buông đôi tay nhau ra". In: Tuổi Trẻ Online. 20. November 2015, abgerufen am 8. November 2020 (vietnamesisch).
53. ↑  Phúc Du: Sơn Tùng M-TP đang mất vị trí ca sỹ hot nhất Việt Nam? In: Vietnamnet. 12. Juli 2016, abgerufen am 8. November 2020 (vietnamesisch).
54. 1 2  Thiên Hương: Sơn Tùng 'lập hattrick' tại Làn sóng xanh 2015. In: Thanh Niên Online. 18. Dezember 2015, abgerufen am 8. November 2020 (vietnamesisch).
55. ↑  Hân Quy: Sơn Tùng M-TP làm đại tiệc âm nhạc cho 8.000 fan. In: Ngôi Sao. 25. Mai 2017, abgerufen am 8. November 2020 (vietnamesisch).
56. ↑  Son Tung M-TP to take on MTV at Italy awards. In: Vietnamnet. 21. Oktober 2015, abgerufen am 8. November 2020 (englisch).
57. ↑  Phi Phi: Live show Sơn Tùng M-TP: Khán giả chỉ đạt 50 % kỳ vọng. In: Zingnews. 6. Dezember 2015, abgerufen am 8. November 2020 (vietnamesisch).
58. ↑  Phi Phi: Sơn Tùng M-TP: Chàng trai năm ấy giờ đã... lớn. In: Lao Động. 10. Januar 2016, abgerufen am 8. November 2020 (vietnamesisch).
59. ↑  Gia Khang: Liveshow ca nhạc và nỗi lo bán vé. In: Doanh Nhân Sài Gòn Online. 12. Juli 2016, abgerufen am 8. November 2020 (vietnamesisch).
60. ↑  Minh Nhựt: Bài hát Remember Me - Sơn Tùng M-TP muồn truyền cảm hứng nổ lực. In: Thế Giới Gia Đình. 18. Dezember 2015, abgerufen am 8. November 2020 (vietnamesisch).
61. ↑  TR.N.: Nửa khuya, Sơn Tùng tung ca khúc Như ngày hôm qua tặng Sky. In: Tuổi Trẻ Online. 26. Dezember 2015, abgerufen am 8. November 2020 (vietnamesisch).
62. ↑  M-TP Ambition (Part 1). In: YouTube. 16. November 2016, abgerufen am 8. November 2020 (vietnamesisch).
63. ↑  Quang Định: The Remix: Sơn Tùng làm giám khảo, Maya hát Sài Gòn đẹp lắm. In: Tuổi Trẻ. 17. Januar 2016, abgerufen am 8. November 2020 (vietnamesisch).
64. 1 2  Ngát Ngọc: Sơn Tùng 'rủ rê' Chi Pu quay clip tết. In: Thanh Niên. 25. Januar 2016, abgerufen am 8. November 2020 (vietnamesisch).
65. ↑  Kết quả Zing Music Awards 2015. In: Zing Music Awards. VNG, archiviert vom Original (nicht mehr online verfügbar) am 9. Juni 2016; abgerufen am 8. November 2020 (vietnamesisch).
66. ↑  Hà Anh: Sơn Tùng M-TP lại bị tố đạo nhạc Charlie Puth, BTS. In: Lao Động. 3. August 2016, abgerufen am 8. November 2020 (vietnamesisch).
67. ↑  Lâm Vĩnh Thái: Tùng Dương ám chỉ Sơn Tùng không xứng 'nghệ sĩ của năm'. In: Zingnews. 4. August 2016, abgerufen am 8. November 2020 (vietnamesisch).
68. ↑  N.M: Vì sao 'Chúng ta không thuộc về nhau' là bài hát được tìm kiếm nhiều nhất 2016? In: Thể thao & Văn hóa. 16. Dezember 2016, abgerufen am 8. November 2020 (vietnamesisch).
69. ↑  MV của Sơn Tùng M-TP lọt top 11 MV bị ghét nhất Youtube năm 2016. In: VTC News. 14. Dezember 2016, abgerufen am 8. November 2020 (vietnamesisch).
70. ↑  Sơn Tùng M-TP, ST.319 được vinh danh tại WebTVAsia Awards 2016. In: VTV News. 28. November 2016, abgerufen am 8. November 2020 (vietnamesisch).
71. ↑  Sơn Tùng M-TP: Sách 'Chạm tới giấc mơ' Sơn Tùng (phần hai): hụt hẫng sau liveshow đầu tiên. In: VnExpress. 21. Oktober 2017, abgerufen am 8. November 2020 (vietnamesisch).
72. ↑  Sơn Tùng M-TP: 'Tôi chọn sự khác biệt…' In: Thanh Niên. 4. Januar 2017, abgerufen am 8. November 2020 (vietnamesisch).
73. 1 2  Bảo Trâm: 'Nơi này có anh' là MV thứ 3 của Sơn Tùng M-TP cán mốc 100 triệu view. In: Zingnews. 13. April 2017, abgerufen am 8. November 2020 (vietnamesisch).
74. 1 2 3  Vĩ Thanh: Lý do MV 'Lạc trôi' của Sơn Tùng lập kỷ lục người xem. In: VnExpress. 5. Januar 2017, abgerufen am 8. November 2020 (vietnamesisch).
75. ↑  Music in Asia. Eurovision Asia Song Contest, abgerufen am 8. November 2020 (englisch).
76. ↑  Duy Vũ: Kỷ lục nhạc Việt năm 2017: Hương Tràm hay Sơn Tùng lên ngôi? In: Zingnews. 7. Dezember 2017, abgerufen am 8. November 2020 (vietnamesisch).
77. 1 2 3  WeChoice Awards 2017: Bố con ông trùm Phan Quân nhận giải Phim truyền hình được yêu thích nhất cho Người phán xử. In: VTV News. 5. Februar 2018, abgerufen am 8. November 2020 (vietnamesisch).
78. 1 2  Trực tiếp Làn sóng xanh 2017: Hành trình 20 năm của những tên tuổi trong làng nhạc Việt. In: VOH Online. 12. Januar 2018, abgerufen am 8. November 2020 (vietnamesisch).
79. ↑  Mi Ty: Sơn Tùng M-TP ra album đầu tay kỷ niệm 5 năm ca hát. In: Thế giới Điện ảnh. 20. März 2017, abgerufen am 8. November 2020 (vietnamesisch).
80. ↑  Đập hộp album đầu tay của Sơn Tùng M-TP. In: VTV News. 30. März 2017, abgerufen am 8. November 2020 (vietnamesisch).
81. ↑  Chu Nguyên: Album của Sơn Tùng M-TP 'cháy hàng' trong thời gian ngắn. In: VTC News. 2. April 2017, abgerufen am 8. November 2020 (vietnamesisch).
82. ↑  Việt Hùng, Lan Phương: Fan nữ khóc nức nở sau khi được ôm Sơn Tùng. In: Zingnews. 8. April 2017, abgerufen am 8. November 2020 (vietnamesisch).
83. ↑  Ngọc Diễm: Sản phẩm "bắt tay" của Sơn Tùng M-TP và SlimV chính thức ra mắt. In: Thế Giới Văn Hóa. 22. August 2017, archiviert vom Original (nicht mehr online verfügbar) am 26. August 2017; abgerufen am 8. November 2020 (vietnamesisch).
84. ↑  Ngọc Hà: Tham dự Viral Fest Asia Sơn Tùng càng khẳng định 'đẳng cấp' của mình với bè bạn quốc tế? In: Người Hà Nội. 5. Juni 2017, archiviert vom Original (nicht mehr online verfügbar) am 4. Mai 2018; abgerufen am 8. November 2020 (vietnamesisch).
85. ↑  Ngọc Hà: Những khoảnh khắc không thể quên của Sơn Tùng trên sân khấu "M-TP & Friend". In: An Ninh Thủ Đô. 9. Juli 2017, abgerufen am 8. November 2020 (vietnamesisch).
86. ↑  Giang Hoàng Nhơn: Sơn Tùng M-TP đóng phim mới của đạo diễn 'Em chưa 18'. In: Zingnews. 27. Juni 2017, abgerufen am 8. November 2020 (vietnamesisch).
87. ↑  Ngát Ngọc: H.A.T, Ưng Hoàng Phúc, Sơn Tùng hội ngộ trong MV kỷ niệm 15 năm Wepro. In: Thanh Niên. 29. August 2017, abgerufen am 8. November 2020 (vietnamesisch).
88. 1 2  Hòa An: 'Chạm tới giấc mơ' của Sơn Tùng MT-P chính thức ra mắt khi nào, ở đâu? In: Thể thao & Văn hóa. 4. Oktober 2017, abgerufen am 8. November 2020 (vietnamesisch).
89. ↑  Phương Giang: Sơn Tùng lý giải việc không chia sẻ chuyện tình cảm trong tự truyện. In: Zingnews. 5. Oktober 2017, abgerufen am 8. November 2020 (vietnamesisch).
90. ↑  Thanh Tú: Sơn Tùng M-TP, Tóc Tiên được vinh danh tại MAMA 2017. In: Thể thao & Văn hóa. 25. November 2017, abgerufen am 8. November 2020 (vietnamesisch).
91. ↑  Quỳnh Nguyễn: Soobin Hoàng Sơn lập hattrick tại Keeng Young Awards 2017. In: Tuổi Trẻ Online. 17. Januar 2018, abgerufen am 8. November 2020 (vietnamesisch).
92. ↑  Lan Phương: GOT7 nổi bật tại lễ trao giải V Live Year End Party. In: Zingnews. 19. Januar 2018, abgerufen am 8. November 2020 (vietnamesisch).
93. ↑  Tiến Vũ: MV Chạy ngay đi của Sơn Tùng M-TP 'tạo bão' ngay khi ra mắt. In: Tuổi Trẻ. 12. Mai 2018, abgerufen am 8. November 2020 (vietnamesisch).
94. ↑  Hoang Nguyen: Vietnamese pop star, Snoop Dogg storm YouTube with new music video. In: VnExpress International. 2. Juli 2019, abgerufen am 8. November 2020 (englisch).
95. 1 2  Van An: V-pop star signs deal with top Korean music platform, praised across Asia. In: VnExpress International. 18. Mai 2018, abgerufen am 8. November 2020 (englisch).
96. ↑  Nguyên Linh: "Chuyến đi của thanh xuân" Sơn Tùng MTP bị chỉ trích vì "phá hoại" Đà Lạt. In: Lao Động. 2. August 2018, abgerufen am 8. November 2020 (vietnamesisch).
97. ↑  Tân Cao: Phim ngắn có Sơn Tùng M-TP góp mặt vừa ra mắt đã gây sốt. In: iOne. 29. Juli 2018, abgerufen am 8. November 2020 (vietnamesisch).
98. ↑  Tamar Herman: Sơn Tùng M-TP Teams Up With Snoop Dogg For 'Give It to Me (Hãy Trao Cho Anh)': Watch. In: Billboard.com. 3. Juli 2019, abgerufen am 8. November 2020 (englisch).
99. ↑  T.N: Sơn Tùng M-TP lập nhiều kỷ lục với 'Chạy ngay đi' trên YouTube. In: Thể thao & Văn hóa. 17. Mai 2018, abgerufen am 8. November 2020 (vietnamesisch).
100. ↑  Dang Khoa: Documentary on V-pop prince to hit Netflix. In: VnExpress International. 28. August 2020, abgerufen am 15. September 2020 (englisch).
101. ↑  Janet Dang: Vietnamese Pop prince's "Sky Tour Movie" to be available on Netflix this Sep. In: Vietnam Times. 29. August 2020, abgerufen am 8. November 2020 (englisch).
102. ↑  Năm 2020 của Sơn Tùng M-TP: Album Chúng ta, 3 ca khúc mới và hàng loạt sân chơi dành cho Sky. In: Billboard Vietnam. 18. Dezember 2019, archiviert vom Original (nicht mehr online verfügbar) am 11. April 2020; abgerufen am 8. November 2020 (vietnamesisch).  Info: Der Archivlink wurde automatisch eingesetzt und noch nicht geprüft. Bitte prüfe Original- und Archivlink gemäß Anleitung und entferne dann diesen Hinweis.
103. ↑  Cô Tiên lập cú đúp, Sơn Tùng M-TP và Hải Tú vắng ở Wechoice. In: PLO.VN. 23. Januar 2021, abgerufen am 7. Februar 2021 (vietnamesisch).
104. ↑  Kim Chi: Sơn Tùng M-TP khóc như mưa trong tiệc sinh nhật. In: Zingnews. 6. Juli 2015, abgerufen am 8. November 2020 (vietnamesisch).
105. ↑  Hà Thu: Sơn Tùng M-TP gửi tâm thư cho cố nhạc sỹ An Thuyên. In: Công Lý. 9. Juli 2015, abgerufen am 8. November 2020 (vietnamesisch).
106. 1 2 3  Hương Hồ: 'Vua đạo nhạc' hay 'Hoàng tử V-pop'? In: Vietnamnet. 5. August 2016, abgerufen am 8. November 2020 (vietnamesisch).
107. ↑  Tùng Lâm: Giải mã cơn sốt Sơn Tùng M-TP mang đến làng nhạc Việt. In: Zingnews. 7. März 2014, abgerufen am 8. November 2020 (vietnamesisch).
108. ↑  MTG: Sơn Tùng M-TP mong trở lại cuộc sống bình thường. In: Đất Việt. 1. Mai 2014, abgerufen am 8. November 2020 (vietnamesisch).
109. ↑  Tân Cao: 3 phát hiện về Sơn Tùng M-TP chỉ hội sky mới thấy. In: iOne. 16. Januar 2018, abgerufen am 8. November 2020 (vietnamesisch).
110. ↑  C.N: Sơn Tùng "bắt cóc" fan lên hát chung, Tóc Tiên hòa giọng cùng hơn 5000 khán giả trẻ. In: Hoa Học Trò. 15. Mai 2017, abgerufen am 8. November 2020 (vietnamesisch).
111. ↑  Quang Huy: M-TP đổi nghệ danh nhân sinh nhật tuổi 19. In: Thế Giới Văn Hóa. 14. Juli 2013, archiviert vom Original (nicht mehr online verfügbar) am 12. Juni 2018; abgerufen am 8. November 2020 (vietnamesisch).
112. ↑  M.C.: Bản hit "Không phải dạng vừa đâu" khuấy đảo cộng đồng mạng. In: Dân Trí. 24. Januar 2015, abgerufen am 8. November 2020 (vietnamesisch).
113. 1 2  Gia Bảo: Sơn Tùng tự nhận mình là thằng ngu. In: Vietnamnet. 15. Dezember 2015, abgerufen am 8. November 2020 (vietnamesisch).
114. ↑  Mây Trắng: Sơn Tùng M-TP hát live 'Em của ngày hôm qua' khiến fan chao đảo. In: iOne. 3. März 2014, abgerufen am 8. November 2020 (vietnamesisch).
115. ↑  Lục Hoàng: Vừa ra mắt, bài mới của Sơn Tùng đã bị tố đạo nhái. In: Vietnamnet. 8. August 2016, abgerufen am 8. November 2020 (vietnamesisch).
116. ↑  Hồng Qúy: Ăn mừng MV 100 triệu view, Sơn Tùng M-TP chơi piano "Nơi này có anh" tặng fan. In: Lao Động. 20. Februar 2017, abgerufen am 8. November 2020 (vietnamesisch).
117. ↑  Hoàng Lê: Sơn Tùng M-TP: Giữa tận cùng Yêu & Ghét. In: Thể thao & Văn hóa. 15. Januar 2016, abgerufen am 8. November 2020 (vietnamesisch).
118. ↑  WeChoice Awards 2015. Archiviert vom Original (nicht mehr online verfügbar) am 11. September 2016; abgerufen am 8. November 2020 (vietnamesisch).
119. 1 2  WeChoice Awards 2016. Archiviert vom Original (nicht mehr online verfügbar) am 23. April 2017; abgerufen am 8. November 2020 (vietnamesisch).
120. ↑  Remarks by President Obama at YSEALI Town Hall. U.S. Embassy & Consulate in Vietnam, 25. Mai 2016, abgerufen am 8. November 2020 (englisch): „You’re streaming the latest Son Tung MTP hit.“
121. ↑  Forbes Vietnam announces 30 Under 30 list. In: VOV. 2. Januar 2018, abgerufen am 8. November 2020 (englisch).
122. ↑  N.M: Làn sóng xanh 2016: Sơn Tùng M-TP nổi bật, Hari Won trắng tay. In: Thể thao & Văn hóa. 4. Januar 2017, abgerufen am 8. November 2020 (vietnamesisch).
123. ↑  Son Tung M-TP listed among top Asian fashion icons. In: The Saigon Times. 3. Februar 2017, abgerufen am 8. November 2020 (englisch).
124. ↑  Sơn Tùng MTP – Nam ca sĩ phong cách nhất tại ELLE Style Awards 2017. In: Elle Vietnam. 28. Juni 2017, abgerufen am 8. November 2020 (vietnamesisch).
125. 1 2  Huy Đức: Oppo thêm bản F3 có chữ ký Sơn Tùng M-TP. In: VnExpress. 8. Juli 2017, abgerufen am 8. November 2020 (vietnamesisch).
126. ↑  Nhật Đăng: Giá xe máy tay ga: Dòng xe được ca sĩ Sơn Tùng M-TP làm đại sứ giá bao nhiêu? In: An Ninh Tiền Tệ & Truyền Thông. 3. April 2015, abgerufen am 8. November 2020 (vietnamesisch).
127. ↑  D.Thu: "Yêu thương gia đình nuôi dưỡng đam mê". In: Người Lao Động. 29. Dezember 2015, abgerufen am 8. November 2020 (vietnamesisch).
128. ↑  Thái Nguyễn: Ba giây trong MV 'Lạc trôi' của Sơn Tùng và sự 'hồi sinh' một thương hiệu. In: Phụ Nữ Online. 21. August 2017, abgerufen am 8. November 2020 (vietnamesisch).
129. ↑  Hoàng Anh: Phát âm 'Tattoo' thành 'tha thu', Sơn Tùng bị chế ảnh ầm ĩ. In: iOne. 7. September 2016, abgerufen am 8. November 2020 (vietnamesisch).
130. 1 2  Cụm từ - Câu nói Viral của năm: "Mình thích thì mình làm thôi". In: WeChoice Awards. Archiviert vom Original (nicht mehr online verfügbar) am 22. April 2017; abgerufen am 8. November 2020 (vietnamesisch).
131. ↑  Phương Giang: Tranh cãi ca từ trong 'Mình thích thì mình yêu thôi'. In: Zingnews. 18. November 2016, abgerufen am 8. November 2020 (vietnamesisch).
132. ↑  Minh Trang: MV Yêu là 'tha thu' của Em chưa 18 gây tò mò. In: Tuổi Trẻ Online. 13. April 2017, abgerufen am 8. November 2020 (vietnamesisch).
133. ↑  Trung Ngạn: Sau 'Yêu là tha thu', ca khúc nhạc phim 'Em chưa 18' mới nhất lại gây sốt. In: VTC News. 19. April 2017, abgerufen am 8. November 2020 (vietnamesisch).

| Personendaten    | Personendaten                                          |
| ---------------- | ------------------------------------------------------ |
| NAME             | Sơn Tùng M-TP                                          |
| ALTERNATIVNAMEN  | Nguyễn Thanh, Tùng                                     |
| KURZBESCHREIBUNG | vietnamesischer Popsänger, Songwriter und Schauspieler |
| GEBURTSDATUM     | 5. Juli 1994                                           |
| GEBURTSORT       | Thái Bình, Provinz Thái Bình,                          |